# Plasmagolven
Plasmagolven ontstaan als in een homogeen neutraal plasma, een gas van positieve ionen en negatieve elektronen, een klein deel van de elektronen verschoven wordt ten opzichte van de ionen. Deze verstoring van de neutraliteit wordt dan tegengewerkt door coulombkrachten. Het wolkje elektronen veert terug en gaat oscilleren om de evenwichtstoestand.
Als de elektronen koud zijn oscilleert de verstoring met de plasmafrequentie
{\displaystyle \omega _{pe}=2\pi f_{p}={\sqrt {\frac {n_{e}e^{2}}{m_{e}\epsilon _{0}}}}}
waarin {\displaystyle n_{e}} de elektronendichtheid, {\displaystyle e} de elektronlading, {\displaystyle m_{e}} de elektronmassa, en {\displaystyle \epsilon _{0}} de diëlektrische constante van vacuüm is. Bij de afleiding van deze formule is aangenomen dat de ionen veel zwaarder zijn de elektronen. De verstoring plant zich niet voort.
In plasma met warme elektronen met thermische snelheid
{\displaystyle v_{e}={\sqrt {\frac {k_{B}T_{e}}{m_{e}}}}}
planten de oscillaties zich voort met een frequentie die afhangt van het golfgetal volgens
{\displaystyle \omega ^{2}=\omega _{pe}^{2}+3k^{2}v_{e}^{2}},
de Bohm-Gross dispersierelatie. De golven zijn longitudinaal (E-veld in de voortplantingsrichting) en bekend als langmuir golven (naar Irving Langmuir. Ze zijn gedempt (Landaudemping) omdat het E-veld wisselwerkt met elektronen die ongeveer de fasesnelheid {\displaystyle \omega /k} hebben.
Geluidsgolven in plasma zijn zwaar gedempt tenzij de elektronen veel heter zijn dan de ionen. In dat geval heten ze ionengeluidsgolven.
Transversale elektromagnetische golven hebben de dispersierelatie
{\displaystyle \omega ^{2}=\omega _{pe}^{2}+k^{2}c^{2}}.
Ze zijn ongedempt omdat de fasesnelheid groter is dan de lichtsnelheid {\displaystyle c}.
Als het plasma gemagnetiseerd is kunnen zich parallel aan het statische B-veld dezelfde Langmuir- en geluidsgolven voortplanten, maar de EM-golf wordt gesplitst in links- en rechtsdraaiend circulair gepolariseerde golven met dispersie volgens
{\displaystyle {\frac {k^{2}c^{2}}{\omega ^{2}}}=1-{\frac {\omega _{pe}^{2}}{(\omega \pm \omega _{ce})(\omega \mp \omega _{ci})}}}
waarin {\displaystyle \omega _{ce}=eB/m_{e}} en {\displaystyle \omega _{ci}=ZeB/m_{i}} de cyclotronfrequenties zijn van elektronen en ionen. {\displaystyle Ze} en {\displaystyle m_{i}} zijn ionlading en -massa. De rechtsdraaiende golf is gedempt als {\displaystyle \omega \approx \omega _{ce}} en de linksdraaiende voor {\displaystyle \omega \approx \omega _{ci}}. Voor lage frequenties {\displaystyle \omega \ll \omega _{ci}} vereenvoudigt deze dispersierelatie tot
{\displaystyle k^{2}c^{2}/\omega ^{2}=1+\rho /(\epsilon _{0}B^{2})},
met {\displaystyle \rho =m_{i}n_{e}/Z} de plasma massadichtheid. Dit is de Alfvéngolf.
Zie voorts standaardwerken zoals voor voortplanting onder een hoek met het B-veld.
De beweging van een inhomogeen plasma met gradiënten in dichtheid, druk en B-veld is zeer ingewikkeld. Meestal is het plasma instabiel omdat onder het grote aantal mogelijke golfbewegingen één of meer groeiende golven voorkomen.

## Referentie
1. ↑  N.A. Krall, A.W. Trivelpiece, Principles of Plasma Physics.